# Metachrostis rubescens
Metachrostis rubescens là một loài bướm đêm trong họ Erebidae.